# Pemfigoide bolloso di Lever
Il pemfigoide bolloso di Lever è una malattia dermatologica che si manifesta con la comparsa di bolle sul corpo;, è la forma più comune fra le malattie similari ed autoimmuni, anche se la sua incidenza rimane comunque molto bassa.

## Sintomatologia
I sintomi e i segni clinici mostrano bolle, anche di notevoli dimensioni, emorragie, prurito, eczema, orticaria.
Il segno di Nikolski è assente, a volte si sono mostrati tumori nel pemfigoide ma non è stato ancora provato una correlazione fra le due malattie. 

## Eziologia
La causa è dovuta ad un malfunzionamento degli anticorpi igG che inducono un rilascio di proteasi che possono causare il danno tissutale.

## Cause di morte
Se non trattata in alcun modo esistono forme che possono portare alla morte della persona affetta.

## Esami
L'immunomicroscopia elettronica serve per diagnosticare il morbo. Con tale strumento si osserva il continuo deposito di anticorpi nelle bolle

## Terapie
Il trattamento è a base di farmaci (corticosteroidi anche ad uso topico) o tetracicline macrolidi